# Hôrka nad Váhom
 Hôrka nad Váhom  je obec na Slovensku v okrese Novém Meste nad Váhom. Žije v ní 774 obyvatel.

## Historie
První písemná zmínka o Horce pochází z roku 1426, kdy vesnice byla součástí panství hradu Tematín.

## Přírodní poměry
Obec leží na okraji Považského Inovce, přibližně osm kilometrů jihovýchodně od Nového Města nad Váhom. Nejvýznamnější řekou na území je Váh. Do katastrálního území obce zasahují části přírodní památky Pseudoterasa Váhu a přírodní rezervace Preliačina.

## Pamětihodnosti
Ve vesnici byl v roce 1998 postaven kostel svatého Petra a Pavla.